# Etienne Isoz
Pour les articles homonymes, voir Isoz.
Etienne Isoz, né le 22 décembre 1905 à Budapest et mort en octobre 1986 à Lausanne, est un musicien et compositeur hongrois.

## Biographie
Originaire de Château-d'Œx, Etienne Isoz commence à étudier le piano à l'âge de sept ans. Après ses études secondaires, il entre en 1926 au Conservatoire national de Budapest où il étudie la composition avec Laszlo Lajtha. Il suit également des cours de direction d'orchestre. En 1931, il obtient son diplôme de composition et de chef d'orchestre. Il parfait sa formation auprès d'Ernö Dohnanyi de 1933 à 1935, puis à l'Académie Franz Liszt où il obtient un nouveau diplôme de composition en 1936. Dans ce conservatoire célèbre, il fait la connaissance de Zoltan Kodaly.
L'année suivante, en 1937, Etienne Isoz séjourne à Rome et obtient un premier prix de Rome. Il bénéficie de l'enseignement d'Idelbrando Pizetti. De 1938 à 1950, il enseigne le piano et le chant au Conservatoire de Budapest, compose, et siège dans de nombreux comités qui président à l'organisation de la vie musicale en Hongrie.
Rentré en 1950 dans son pays d'origine, Etienne Isoz vit dès lors à Lausanne. Il travaille dans une assurance pour gagner sa vie et continue à composer. Il laisse de côté les nombreuses occupations qu'il avait à Budapest dans l'enseignement et la direction d'orchestre pour se consacrer entièrement à la composition. Il fait la connaissance de Jozsef Molnar, corniste solo de l'Orchestre de chambre de Lausanne et hongrois, qui l'encourage à écrire pour le cor et également pour le cor des Alpes. Ainsi, il écrit notamment un concerto, une petite suite et un Récitatif et prière pour cor des alpes et accompagnement.
Etienne Isoz meurt en octobre 1986 à Lausanne. Il laisse un catalogue de plus de 80 œuvres, des concertos et de la musique de chambre. Un fonds Etienne Isoz a été créé à la Bibliothèque cantonale et universitaire - Lausanne.

## Sources
- « Etienne Isoz », sur la base de données des personnalités vaudoises sur la plateforme « Patrinum » de la Bibliothèque cantonale et universitaire de Lausanne.
- Martine Rey-Lanini et Jean-Louis Matthey: Etienne Isoz : (1905-1986) : catalogue des œuvres, Lausanne, Bibliothèque cantonale et universitaire - Lausanne, Département de la musique, Section des archives musicales, 1993
- Revue des musiques, St. Gallen. n° 3, 1994/02/15, p. 35